# Haliella
Genre
Synonymes
- Halliella Monterosato, 1878[1]

Haliella est un genre de mollusques gastéropodes au sein de la famille Eulimidae. Les espèces rangées dans ce genre sont marines et parasitent des échinodermes ; l'espèce-type est Haliella stenostoma.

## Distribution
Les espèces sont présentes en mer Méditerranée.

## Liste d'espèces
Selon World Register of Marine Species (17 août 2017) :
- Haliella abyssicola Bartsch, 1917
- Haliella canarica Bouchet & Warén, 1986
- Haliella chilensis Bartsch, 1917
- Haliella stenostoma (Jeffreys, 1858)
- Haliella tyrrhena Di Geronimo & La Perna, 1999 †